# Смерть на небесах
«Смерть на небесах» (англ. Death in Heaven) — двенадцатый эпизод восьмого сезона британского научно-фантастического телесериала «Доктор Кто». Премьера серии состоялась 8 ноября 2014 года на канале BBC One.

## Синопсис
Киберлюди выходят на улицы Лондона, и против старых врагов объединяются старые друзья, а Доктор взмывает в новой для себя, поразительной роли. Может ли могущественный ЮНИТ сдержать Мисси? Доктор получает свой величайший вызов, и ещё до победы должны быть принесены жертвы.

## Отзывы критиков
Критик Мэтт Рисли, который пишет для IGN, дал эпизоду «удивительную» оценку 9.1/10, назвав эпизод «мощным и эмоциональным финалом мастерского первого сезона». Писатель Алистер Уилкинс тоже высоко оценил эпизод, дав ему оценку A-, уточнив, что зрителя заставили обдумать один самых сложных и эмоционально богатых сезонов.